# Arne De Groote
Arne De Groote (né le 2 avril 1997, à Lucques en Italie) est un coureur cycliste belge. Il participe à des compétitions sur route et sur piste.

## Biographie
En 2014, Arno De Groote devient champion de Belgique de l'américaine juniors (moins de 19 ans). L'année suivante, il se classe deuxième de la course aux points et de l'américaine, mais également troisième de l'omnium aux championnats nationaux juniors. Il intègre ensuite le club Baguet-MIBA Poorten-Indulek-Derito en 2016 pour ses débuts espoirs (moins de 23 ans). 
Lors de la saison 2017, il s'impose à deux reprises chez les amateurs. Il termine par ailleurs sixième du Grand Prix de la ville de Saint-Nicolas dans le calendrier UCI. Sur piste, il finit deuxième du keirin et troisième de la course à l'américaine aux championnats de Belgique élites.
En 2018, il rejoint la formation continentale Tarteletto-Isorex. Au mois d'avril, il finit treizième de la Coupe Sels. Il quitte cependant l'équipe le 31 juillet 2019, en raison de divergences sur le matériel.

## Palmarès et résultats

### Palmarès par année
- 2017
  - Grand Prix de la ville de Geluwe
- 2018
  - 6e (contre-la-montre par équipes) et 9e étapes du Tour du Faso
- 2019
  - 3e du Championnat du Pays de Waes

### Classements mondiaux
| Année           | 2017   | 2018   |
| --------------- | ------ | ------ |
| UCI Europe Tour | 1 335e | 1 548e |

### Palmarès sur piste
- 2014
  -  Champion de Belgique de l'américaine juniors (avec Laszlo Feys)
- 2015
  - 2e du championnat de Belgique de course aux points juniors
  - 2e du championnat de Belgique de l'américaine juniors
  - 3e du championnat de Belgique de l'omnium juniors
- 2017
  - 2e du championnat de Belgique de keirin
  - 3e du championnat de Belgique de l'américaine
- 2018
  - 3e du championnat de Belgique de vitesse